# Ranunculus longicaulis
Ranunculus longicaulis är en ranunkelväxtart som beskrevs av Carl Anton von Meyer. Ranunculus longicaulis ingår i släktet ranunkler, och familjen ranunkelväxter. Inga underarter finns listade i Catalogue of Life.